# Fuentes públicas de León

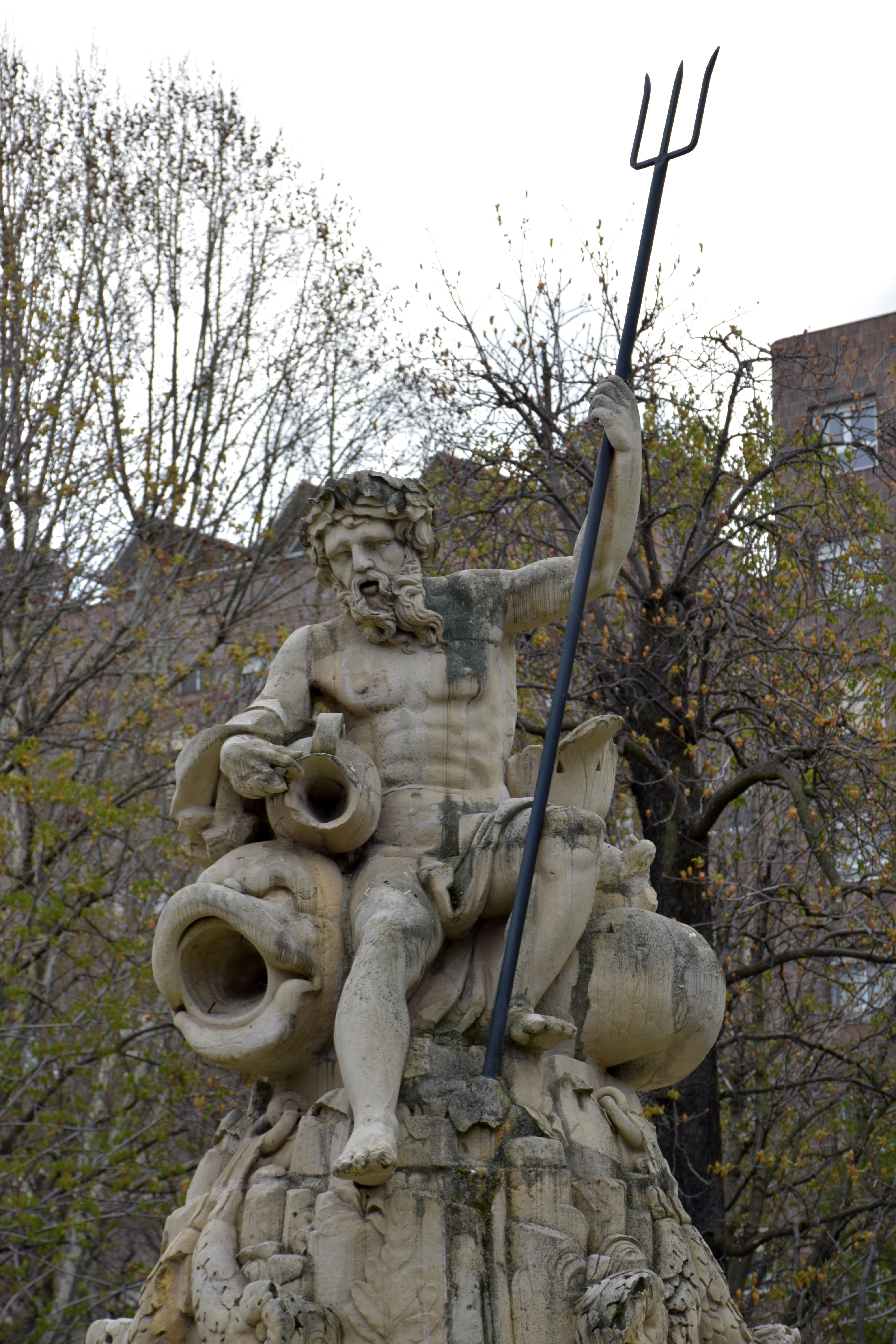
Fuente de Neptuno, de la época de la Ilustración. Detalle de Neptuno (tema mitológico)

La construcción de las fuentes públicas de León fue el resultado de un proyecto impulsado por el Ayuntamiento en colaboración con el poder eclesiástico que se llevó a buen término en el siglo XVIII, el «siglo de las luces» o de la Ilustración. En un ambicioso programa de modernización se incluyó el suministro de agua y las obras de alcantarillado. Desde muy antiguo se conocían traídas de agua que terminaban en simples y escasos caños para abastecimiento de la ciudad. Los conductos de la red anterior al siglo XVIII estaban en continuo deterioro, mal conservados y a falta de controles; fue necesario no solo su mantenimiento sino construir una nueva red para lo cual se pensó en contratar los mejores fontaneros así como los mejores y más destacados artífices y escultores que llevarían a buen fin la ejecución de fuentes monumentales y útiles. Para organizar la nueva red, en primer lugar se constituyó la Junta de Fuentes. Se contrató a un prestigioso maestro fontanero: José Fernández de Miranda a quien sucedieron otros más hasta la llegada de Andrés Rodríguez que se decía «fontanero de su majestad en la Corte» que trajo consigo y aplicó las teorías ilustradas sobre la importancia pública del agua. Colaboraron en la ejecución artística los escultores Mariano Salvatierra y Félix Cusac. Las nuevas fuentes se ubicaron en las plazas más espaciosas proporcionando la mayor comodidad para su uso (plaza de San Marcelo, plaza de San Isidoro, plaza del Mercado, plaza de Regla). Fue un esfuerzo que valió la pena y la ciudad de León se vio abastecida de agua potable a disposición de los vecinos y con monumentos artísticos importantes.

## Historia

### Antecedentes históricos: los romanos

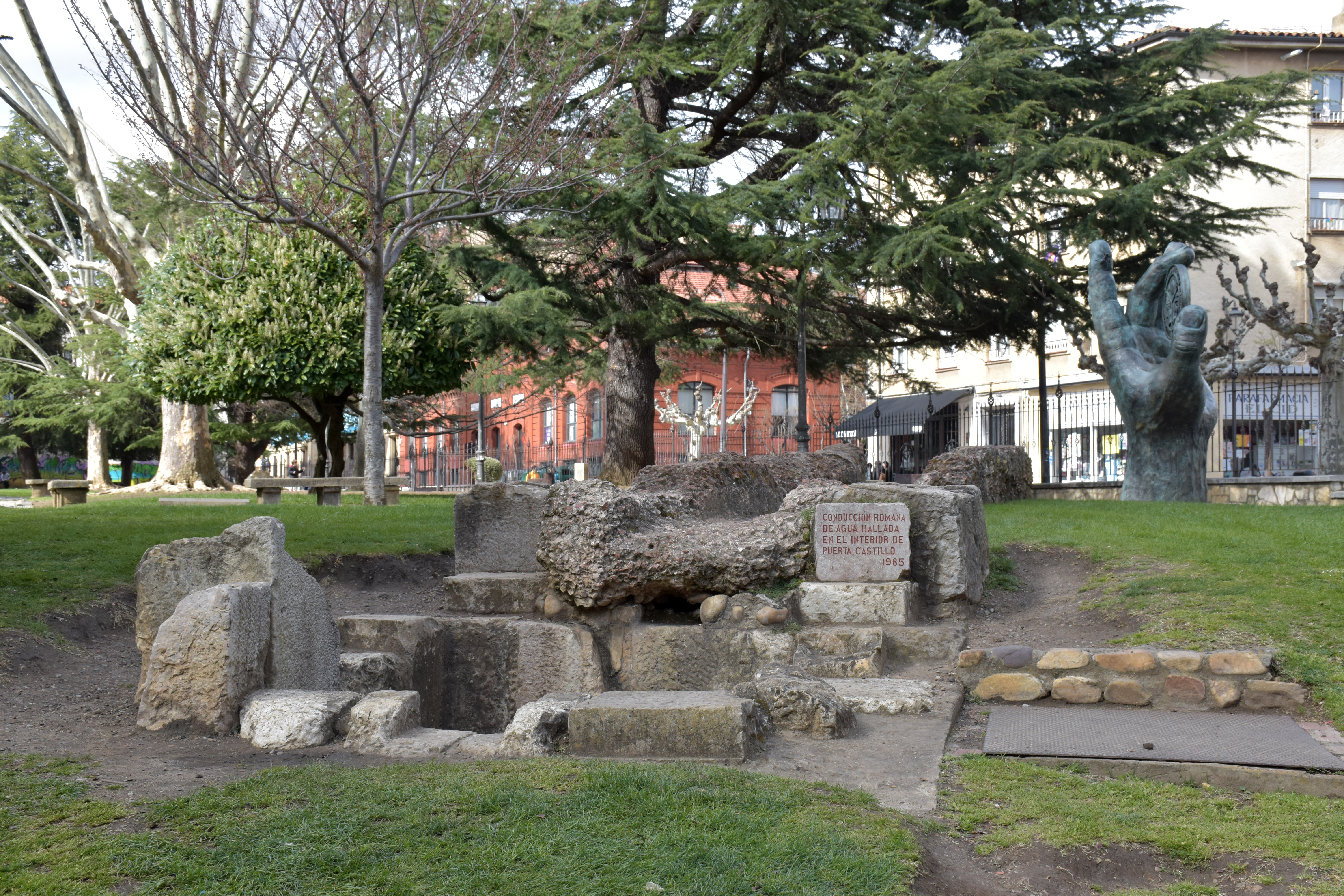
Restos del acueducto romano en el jardín o parque del Cid, León

La traída de agua a través de las distintas redes y su distribución por la ciudad tiene su origen en época romana cuando León era el campamento de la Legio VI Victrix (c.29 a.C) y más tarde con el asentamiento de la Legio VII Gemina a partir del año 74. El campamento se instaló entre dos ríos, el Bernesga y el Torío pero los romanos no utilizaban nunca el agua de los ríos para beber o para uso personal pues no la consideraban con propiedades higiénicas suficientes y por eso buscaban arroyos y manantiales lejanos y sin contaminación. El agua de los ríos la utilizaban para otros menesteres (regar, mover molinos y batanes y hacer lavaderos.) Para uso del campamento en el interior de la muralla se buscaba el agua bajo tierra en las capas freáticas que daban lugar a la construcción de pozos; se acumulaba el agua de lluvia en cisternas domésticas, aljibes que llegaban a abastecer fuentes y termas.

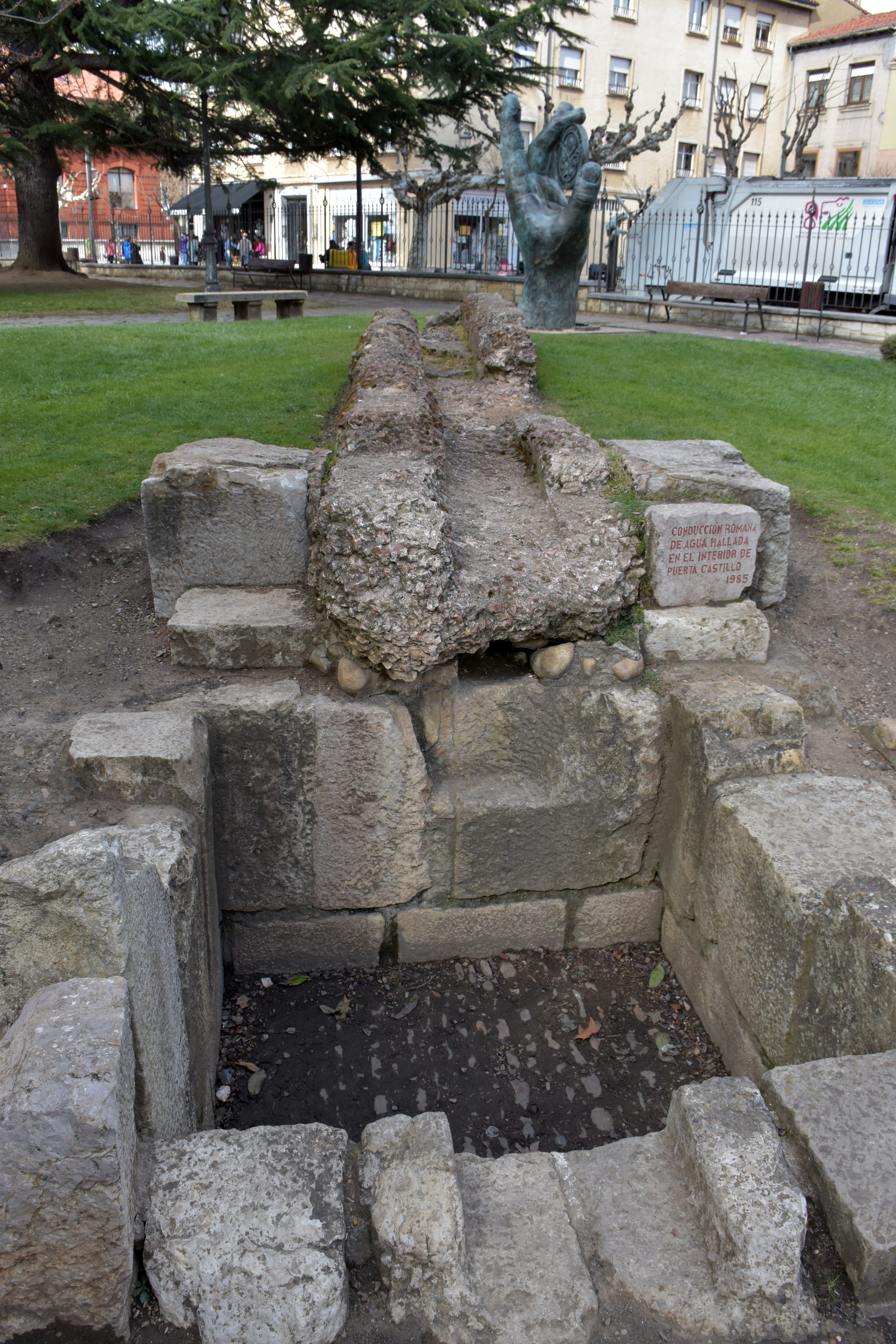
Restos del acueducto romano

En el caso de León la captación del agua llegaba por el este y noroeste desde unos manantiales y a través de dos regueros o presas. Eran acueductos que llegaron a formar la primera red y que se construían con los ingenios hidráulicos que los romanos conocían bien y utilizaban siempre: cañerías, canales, atarjeas, norias. Estos  acueductos (canales o acequias), que los romanos llamaban specus se construían con ladrillos y bóvedas de hormigón y llevaban una pendiente bien calculada; además debían ir cuidadosamente cubiertos por bóvedas. El más importante llegaba por el norte al campamento hasta la puerta decumana (puerta Castillo) que era el punto más alto y por tanto el más conveniente. Allí estaba la cisterna llamada castellum aquae (donde además se sedimentaba) y desde ella se repartía el agua por una red hidráulica trazada según las necesidades. Había un segundo ramal que partía del mismo punto pero hacía un recorrido distinto. y 
Los romanos sabían mantener y cuidar todas estas vías hídricas y contaban con una serie de personas especialistas que se dedicaban a reparar, limpiar y vigilar los posibles vandalismos que consistían no solo en destrozos sino desvíos ilegales. Era también importante la obra de saneamiento con sus respectivas cloacas que recibían el agua de las calles procedente de las lluvias y el agua sobrante de las fuentes así como de las aguas residuales.

### Desde los romanos hasta elsigloXVIII: Ilustración
La ciudad de León siguió utilizando la infraestructura de las dos redes que los romanos habían dejado en perfecto uso, pero sin ocuparse mucho de su mantenimiento lo que condujo a un deterioro progresivo a través de los años. Durante siglos fue necesario hacer uso de los pozos privados, de los aguadores y de los pocos caños públicos existentes para conseguir el agua para la mayoría de las viviendas mientras que la gente principal (nobles, burgueses, religiosos) conseguían suministros directos desde las antiguas redes a cambio de una aportación económica conveniente. En la Edad Media ya existían unas fuentes de uso público adosadas detrás de un muro construido especialmente o apoyadas en una muralla o en la pared de un edificio. Eran fuentes o simples caños cuyo cometido era estrictamente funcional sin contar con una parte artística o como mucho una cartela. A veces tenían un pilón con un borde de poca altura para facilitar su uso como abrevadero a los animales. Existieron también otras fuentes exentas (hechas en las épocas del Renacimiento, Barroco y Neoclasicismo) cuya ejecución comprendía un mayor trabajo y complicación, en las que era preciso aplicar soluciones técnicas empezando por establecer las arcas correspondientes y las cañerías dentro del espacio escultórico. Si además el diseño comprendía surtidores a distinto nivel, el trabajo se complicaba. El diseño consistía básicamente en un cuerpo central más o menos artístico y un pilón que recogía las aguas y las canalizaba hacia el exterior. Tenían un espacio circundante con un bordillo para apoyar los cántaros y demás utensilios.
Llegada la época de la Ilustración en el siglo XVIII el Ayuntamiento incluyó en su programa de mejoras públicas el tema del agua, sus fuentes y su alcantarillado. No solo se tuvo en cuenta la parte práctica, es decir proporcionar el agua por medio de fuentes ya que esto se podía hacer construyendo unos simples caños sino que el proyecto de mejora quiso incluir belleza y monumentalidad siguiendo el ejemplo de Madrid donde Ventura Rodríguez había llevado con gran éxito un programa urbanístico con obras tan espectaculares como fueron las tres fuentes del paseo del Prado: fuente de Cibeles, fuente de Neptuno y fuente de Apolo. 
Por todo lo cual llegó el momento y la necesidad de plantearse un programa para solucionar todos los problemas y así se creó la Junta de Fuentes y se redactó el Libro de Fuentes en tres volúmenes: Periodo 1773-1782; Periodo 1782-1792; Periodo 1792-1836.  La Junta de Fuentes de León se encargó de llevar a cabo toda la planificación para la estructura necesaria y el contrato a los profesionales implicados. Era forzoso atenerse a la nueva normativa dada en una Real Orden durante los reinados de Carlos III y Carlos IV donde se exigía que toda obra pública pasase el visto bueno de la Academia de Bellas Artes de San Fernando. Las cuatro primeras fuentes que se hicieron en León en la época de la Ilustración fueron: 
- Fuente de la plaza de San Marcelo
- Fuente de la plaza de San Isidoro
- Fuente de Neptuno (León)[d]
- Fuente de la plaza del Grano

Fuentes principales
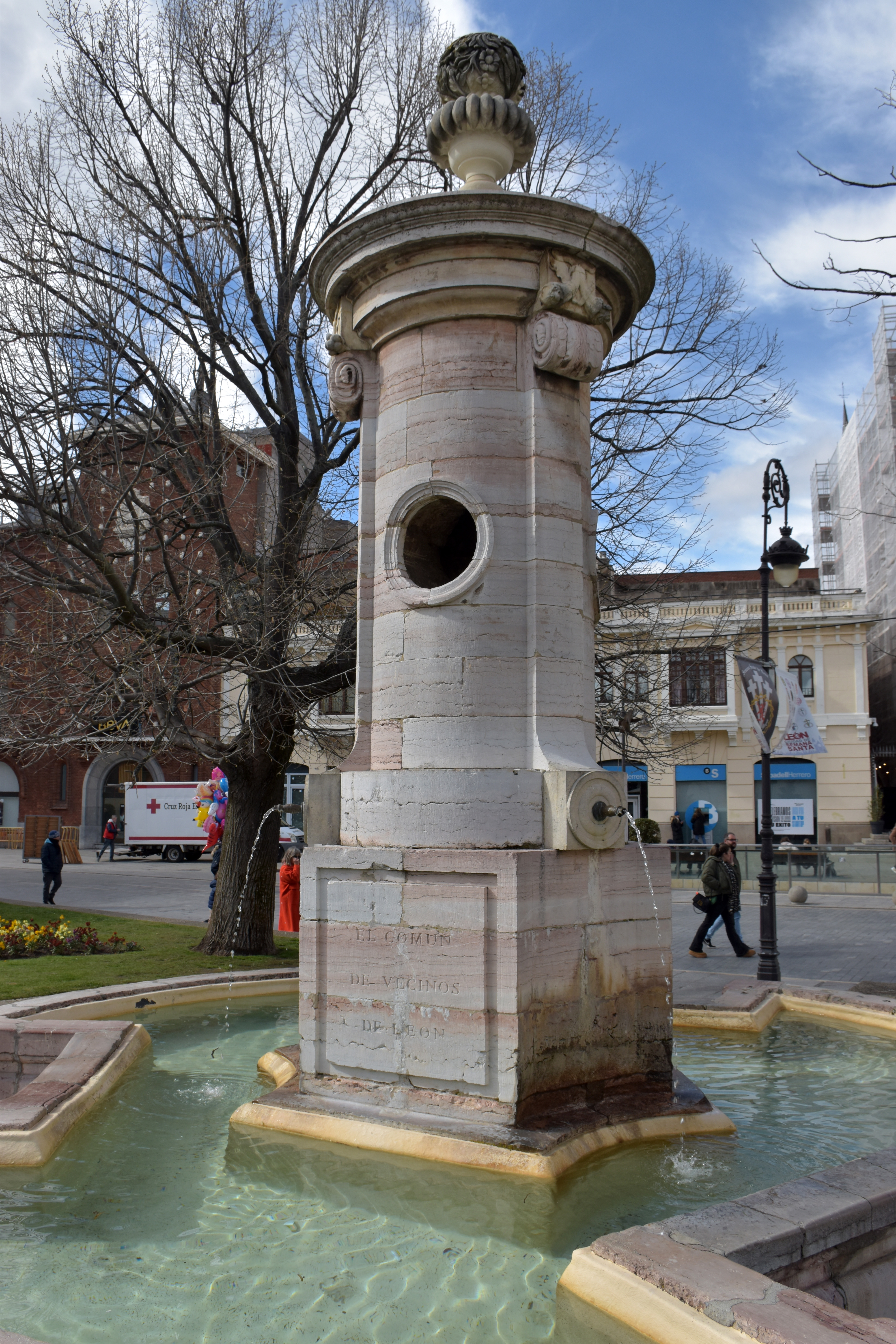
Fuente de San Marcelo
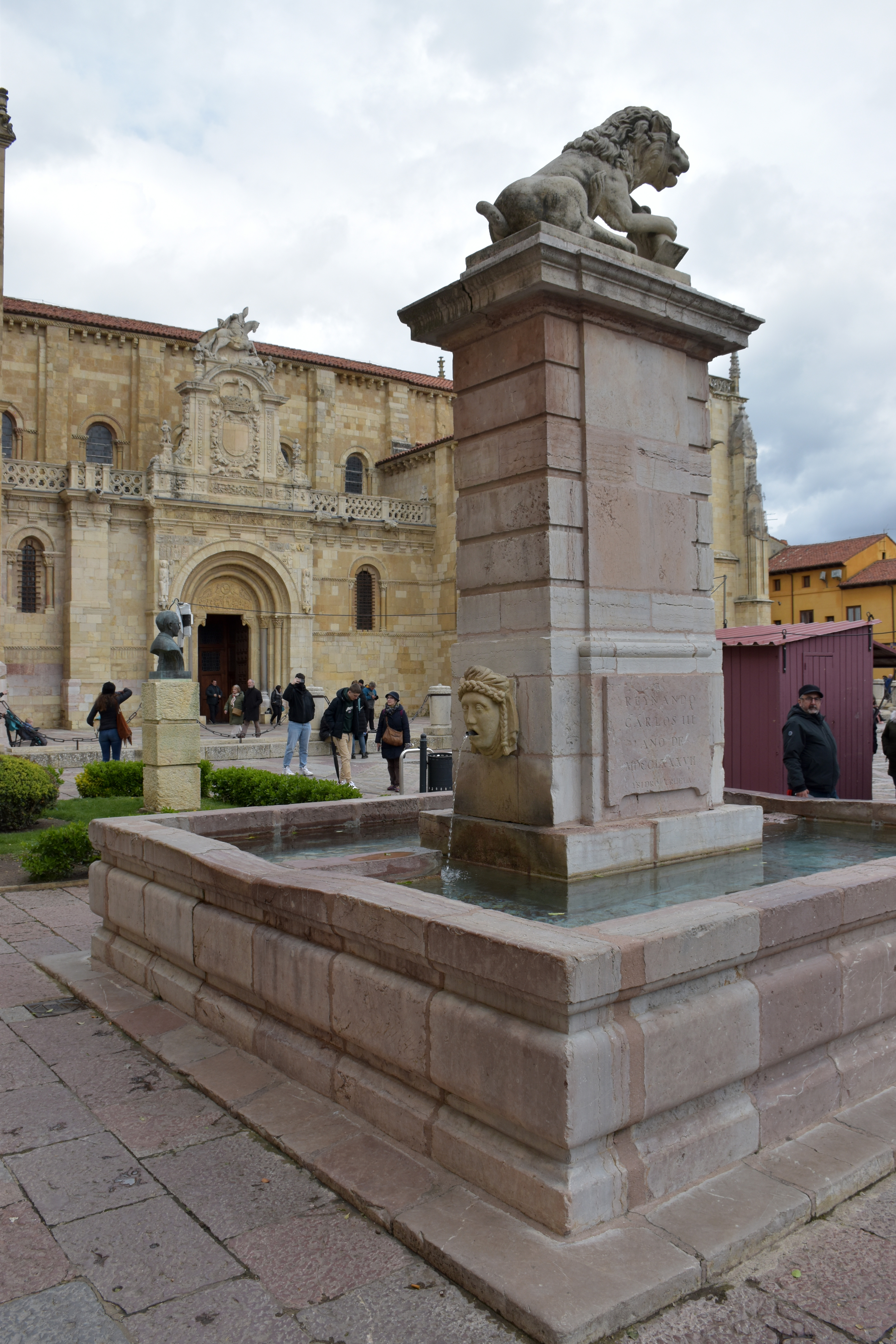
Fuente de San Isidoro
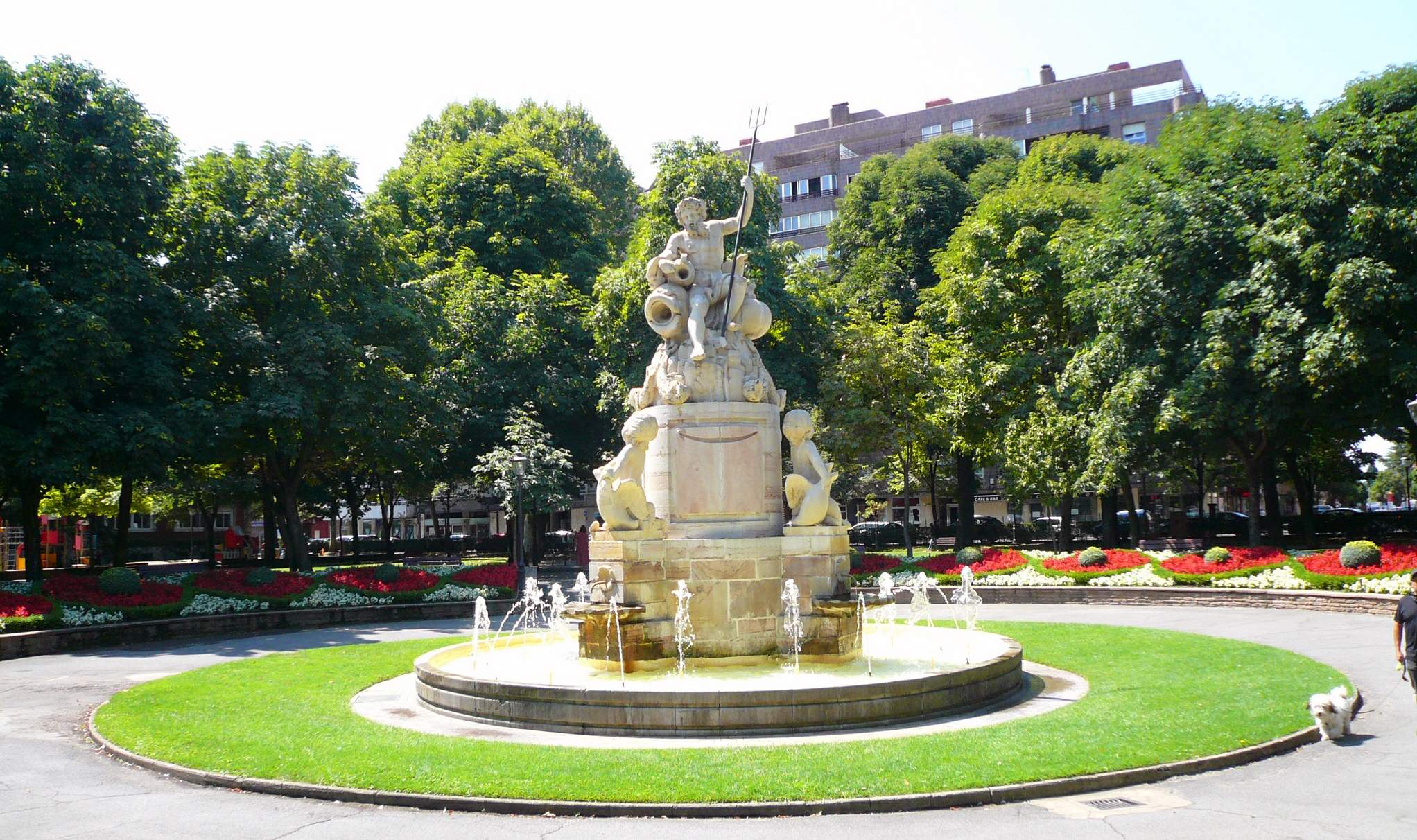
Fuente de Regla o de Neptuno
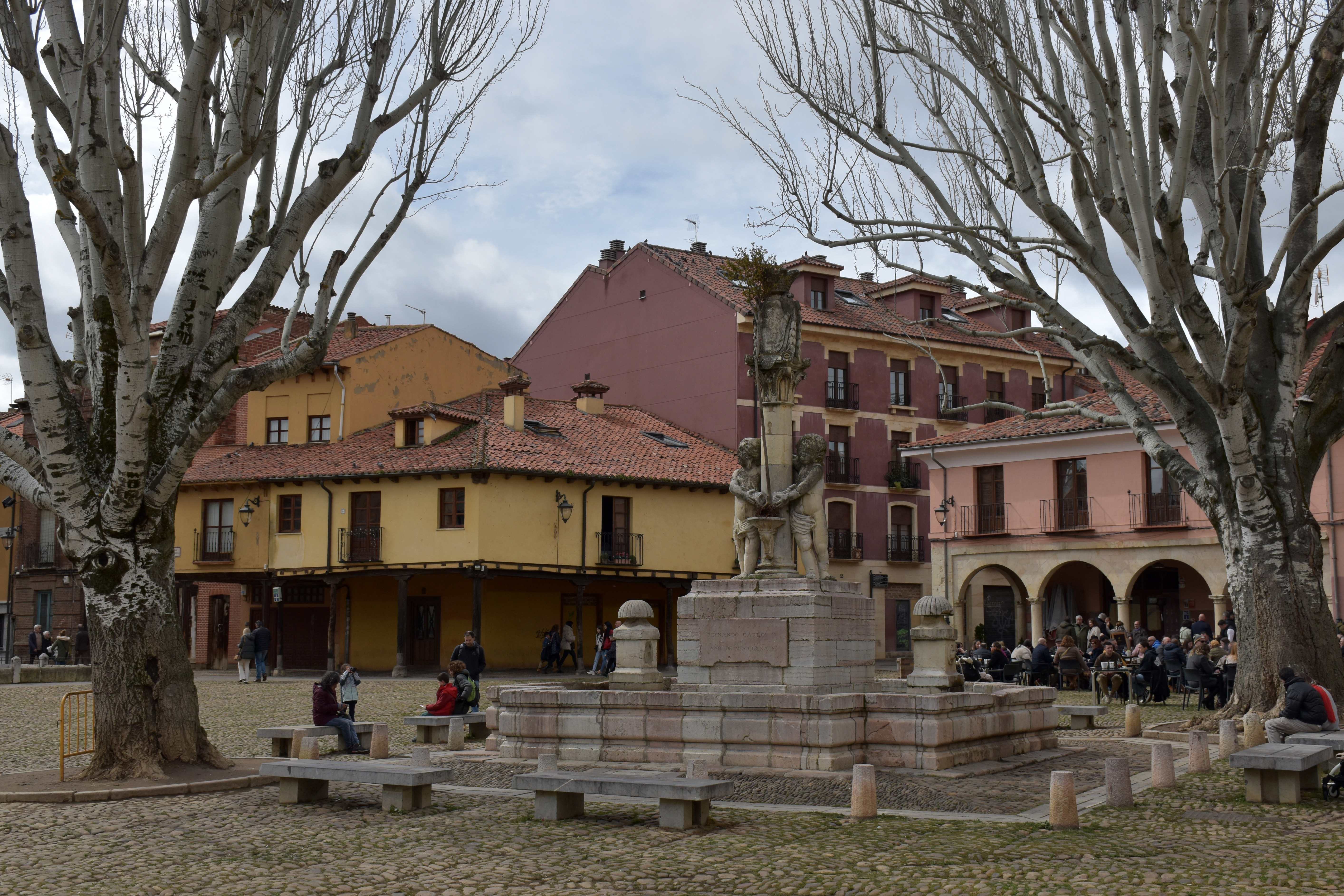
Fuente del Mercado o del Grano

Los temas
El recurso más utilizado fue el de la mitología, en especial todo aquello que estuviera relacionado con el agua. Los personajes mitológicos fueron símbolos y protagonistas de muchas fuentes no solo en España sino en otros países.
Ubicación
Para la ubicación de las fuentes en plazas o calles tuvieron muy en cuenta la accesibilidad y comodidad de los usuarios. Por lo general eligieron como lugar apropiado las grandes plazas. El nuevo monumento debía ocupar el centro con espacio libre a su alrededor para el tránsito de personas y carruajes.
Los materiales
Se utilizó dos tipos de piedra, la caliza llamada griotte (con un veteado de tonalidades rosas), muy resistente para los cambios de temperatura. Con esta piedra se hizo toda la parte arquitectónica. Se extraía de unas canteras cercanas en las localidades de Robles de la Valcueva, Orzonaga, Rabanal de Fenar, Candanedo de Fenar y Boñar.. El otro tipo de piedra al ser más blanda servía para la parte artística y se extraía en las canteras de Boñar que eran conocidas desde  la Edad Media.
Los artífices
Mariano Salvatierra y Félix Cusac como escultores. Los fontaneros Manuel de San Francisco, José Fernández Miranda e Isidro Cruela, (fontanero y arquitecto).

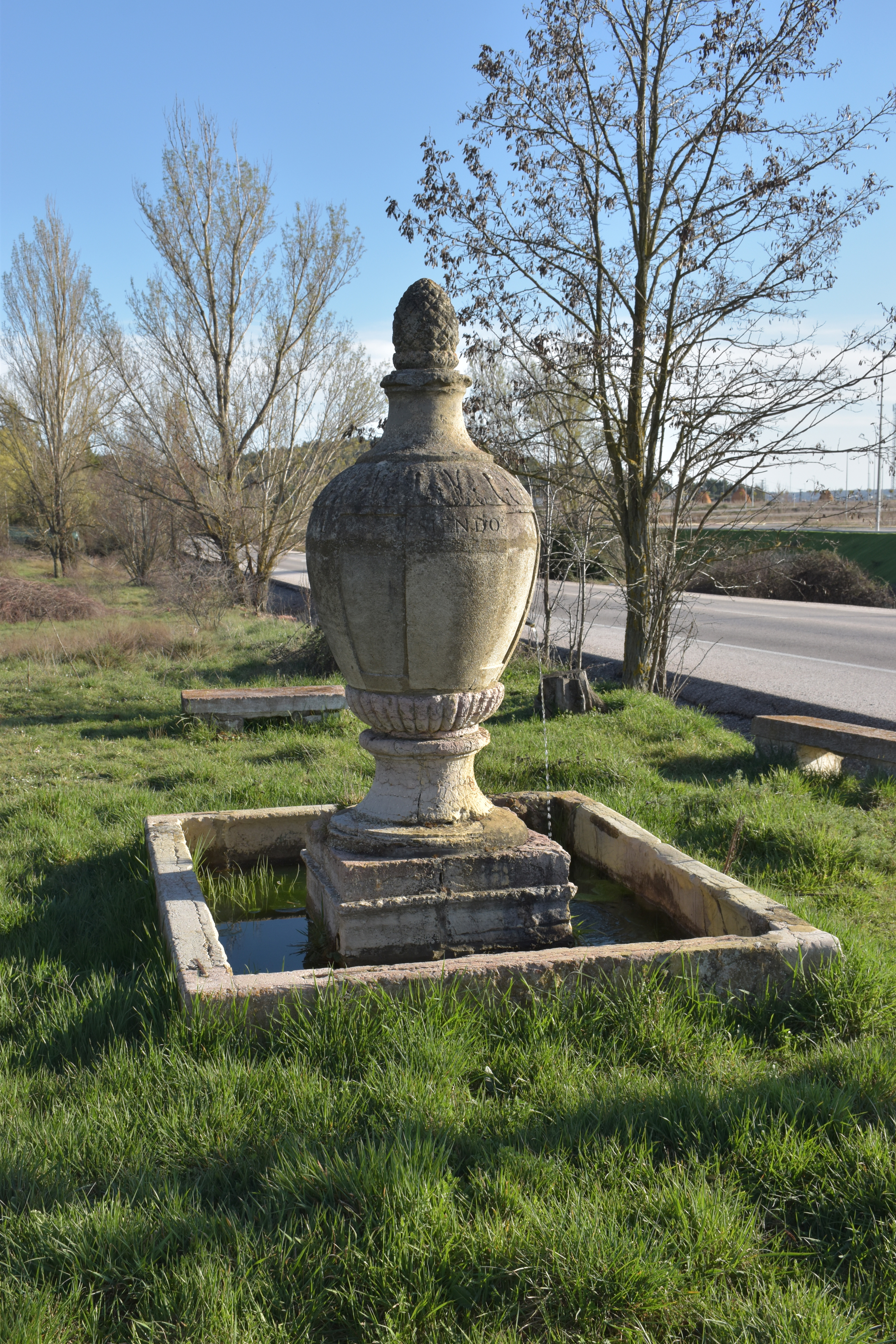
Fuente de la Copona en 2024

Uno de los cargos municipales que se consideraba de gran necesidad era el del oficio de fontanero. Recibían el título de «maestro fontanero de la ciudad» e incluso y en algunos casos también el de arquitecto. A principios del siglo XVIII el fontanero de la ciudad era Bartolomé de Rueda y más tarde en 1722, Alonso Sánchez. Después se fueron sucediendo más profesionales hasta la llegada en octubre de 1773 de Andrés Rodríguez, hombre de gran prestigio, que se decía «fontanero de su majestad en la Corte»; conocía bien las teorías ilustradas sobre la importancia pública del agua y estaba al día en todos los avances técnicos que pudieran aplicarse. Se fueron incorporando sucesivamente Manuel de San Francisco, José Fernández Miranda e Isidro Cruela. En 1784 el fontanero José Fernández Miranda organizó y puso a punto la red de abastecimiento añadiendo nuevas cañerías con las correspondientes nivelaciones desde el lugar conocido como Las Tejeras hasta llegar a Puerta Castillo en la ciudad de León. Este viaje de aguas seguía después hasta la fuente ubicada frente a la catedral (fuente de Regla); otro ramal seguía su camino desde la Puerta Castillo hasta los lugares donde se ejecutarían las fuentes de San Isidoro, del Mercado y de San Marcelo. El fontanero proyectó y tuvo en cuenta la puesta a punto de las cambijas (o arcas de agua) existentes en la ciudad. De esta manera se preparó la infraestructura que quedó a la espera de la construcción de las grandes fuentes públicas de la Ilustración.
También en esta época de la Ilustración se recuperaron algunos de los caños-fuente pero hubo otros que se perdieron definitivamente como ocurrió con el caño de la Puerta Castillo, el de Santa Ana, el de El Peral y el de El Piojo. Se restauraron artísticamente el caño Badillo y el caño de San Martín. El caño de San Martín consta como referenciado desde 1530 con restauraciones en 1722 y 1761 hasta su remodelación final a principios del siglo XIX en que se aportó más decoración. El proyecto de fuentes se ocupó también de instalar algunas fuera de las murallas en lugares estratégicos por donde pasaban vías importantes cuyos viajeros necesitaban hacer un alto en el camino para descansar y refrescarse. Por tanto estas fuentes estaban rodeadas de árboles y constituían un lugar de esparcimiento para el bienestar de los pasajeros. No eran especialmente artísticas pero ofrecían leyendas que informaban sobre los autores y promotores. De estas fuentes han resistido el paso del tiempo dos, la fuente de la Copona y la fuente del Portillo, aunque están desubicadas y olvidadas.

### Siglos XX XXI
A partir de 1924 la ciudad de León entró en el progreso moderno que facilitó la conducción de agua potable a todas las viviendas. Una nueva empresa llamada Aguas de León fue la responsable de este acontecimiento que empezó a funcionar en el mes de septiembre de ese año. Años más tarde fue necesario aumentar el caudal de suministro desde el canal de Velilla de la Reina (que procedía del embalse de Luna) y finalmente León cuenta con las aportaciones del embalse del Porma. El abastecimiento de agua potable conducido hasta las viviendas está garantizado por las dos «estaciones de tratamiento de agua potable». La red de distribución está hecha con tuberías de fundición.